# Oncophanes californicas
Oncophanes californicas är en stekelart som först beskrevs av William Harris Ashmead 1900.  Oncophanes californicas ingår i släktet Oncophanes och familjen bracksteklar. Inga underarter finns listade i Catalogue of Life.